# Archidiecezja Vitórii
Archidiecezja Vitórii (łac. Archidioecesis Victoriensis Spiritus Sancti) – archidiecezja Kościoła rzymskokatolickiego w Brazylii. Należy do metropolii Vitória wchodzi w skład regionu kościelnego Leste II. Została erygowana przez papieża Leona XIII bullą Sanctissimo Domino Nostro w dniu 15 listopada 1895.
16 lutego 1958 papież Pius XII utworzył metropolię Vitória podnosząc diecezję do rangi archidiecezji.